# Люстра

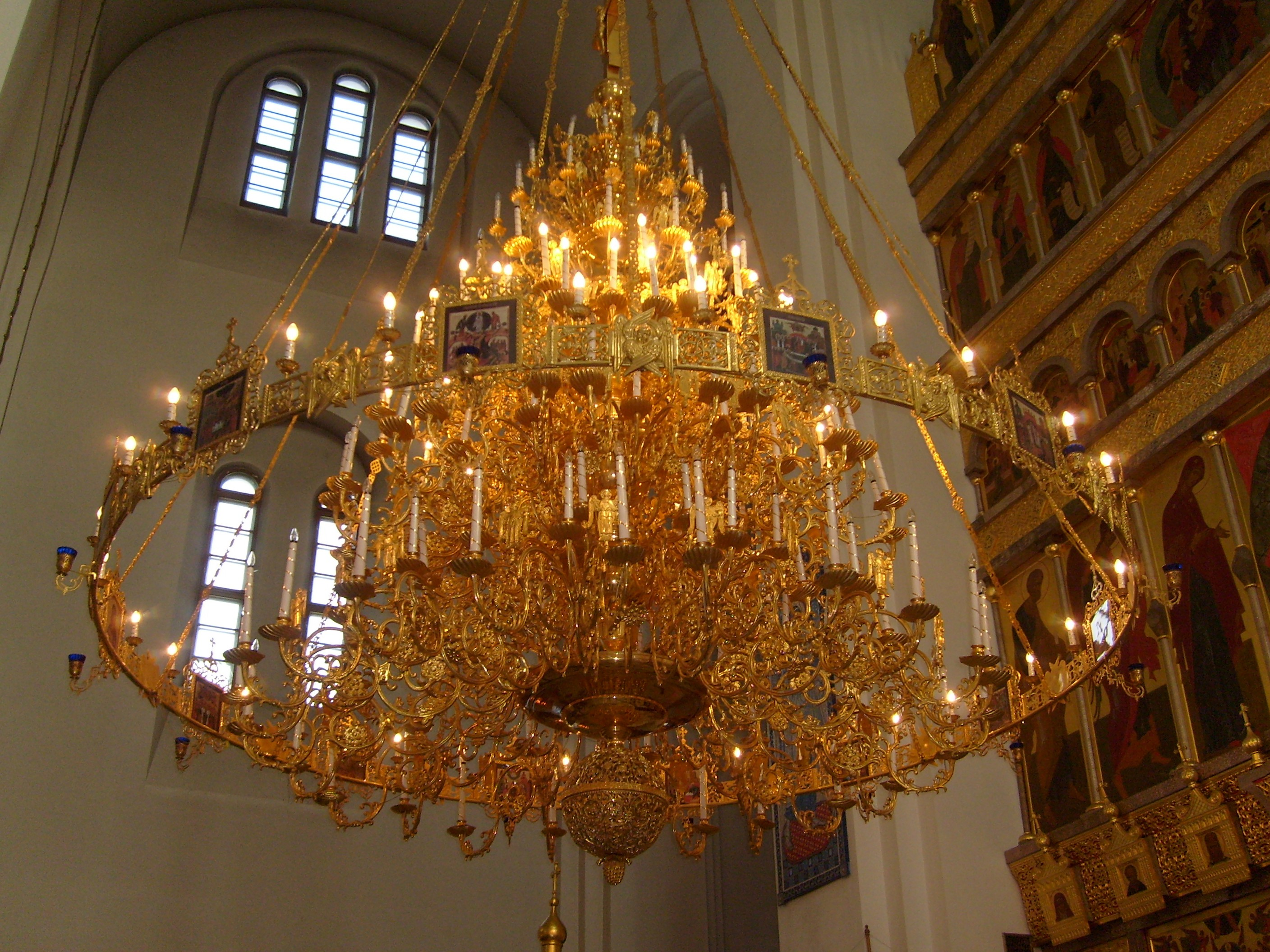
Паникадило в храме. Тольятти.

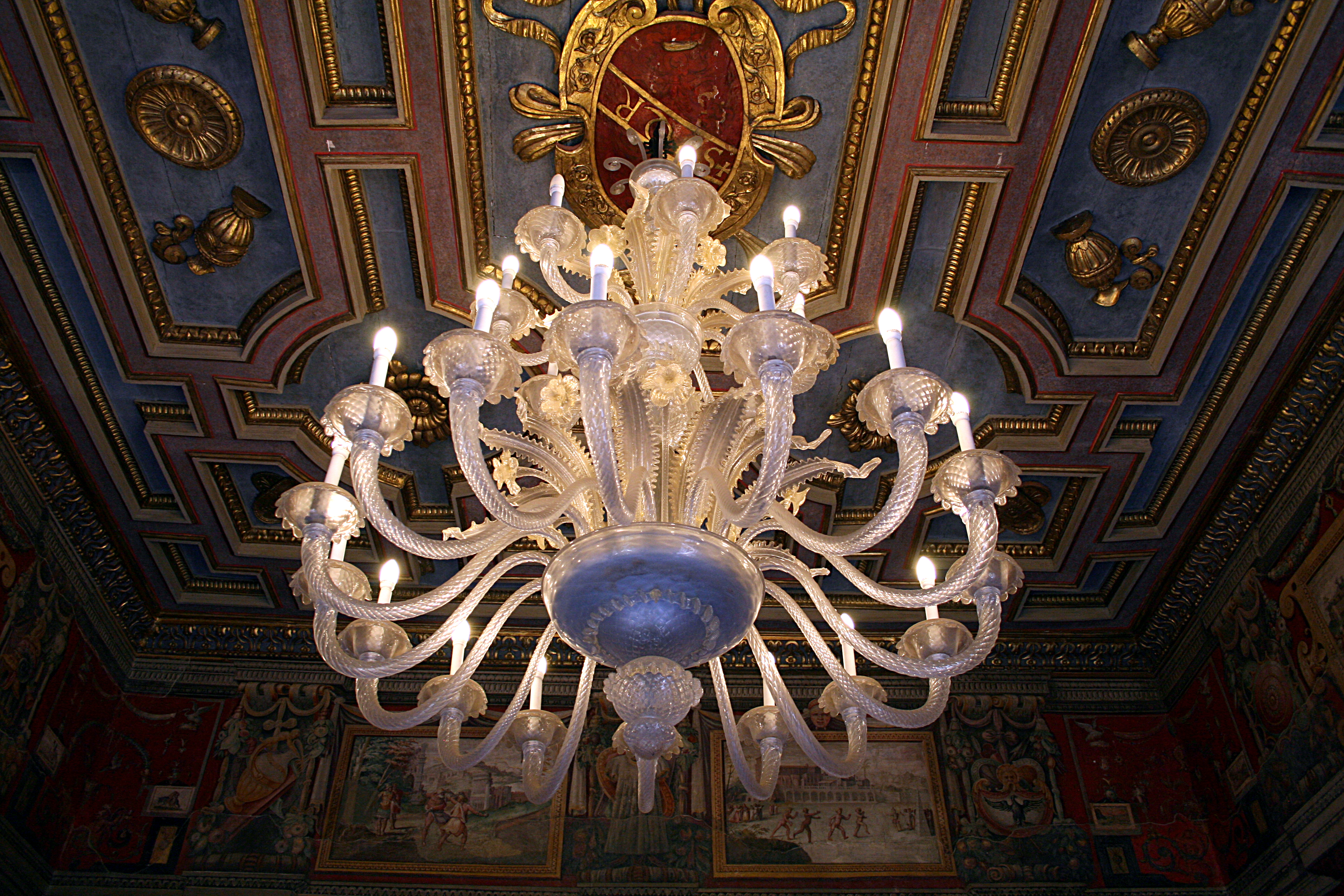
Хрустальная люстра — Капитолийские музеи (Рим).

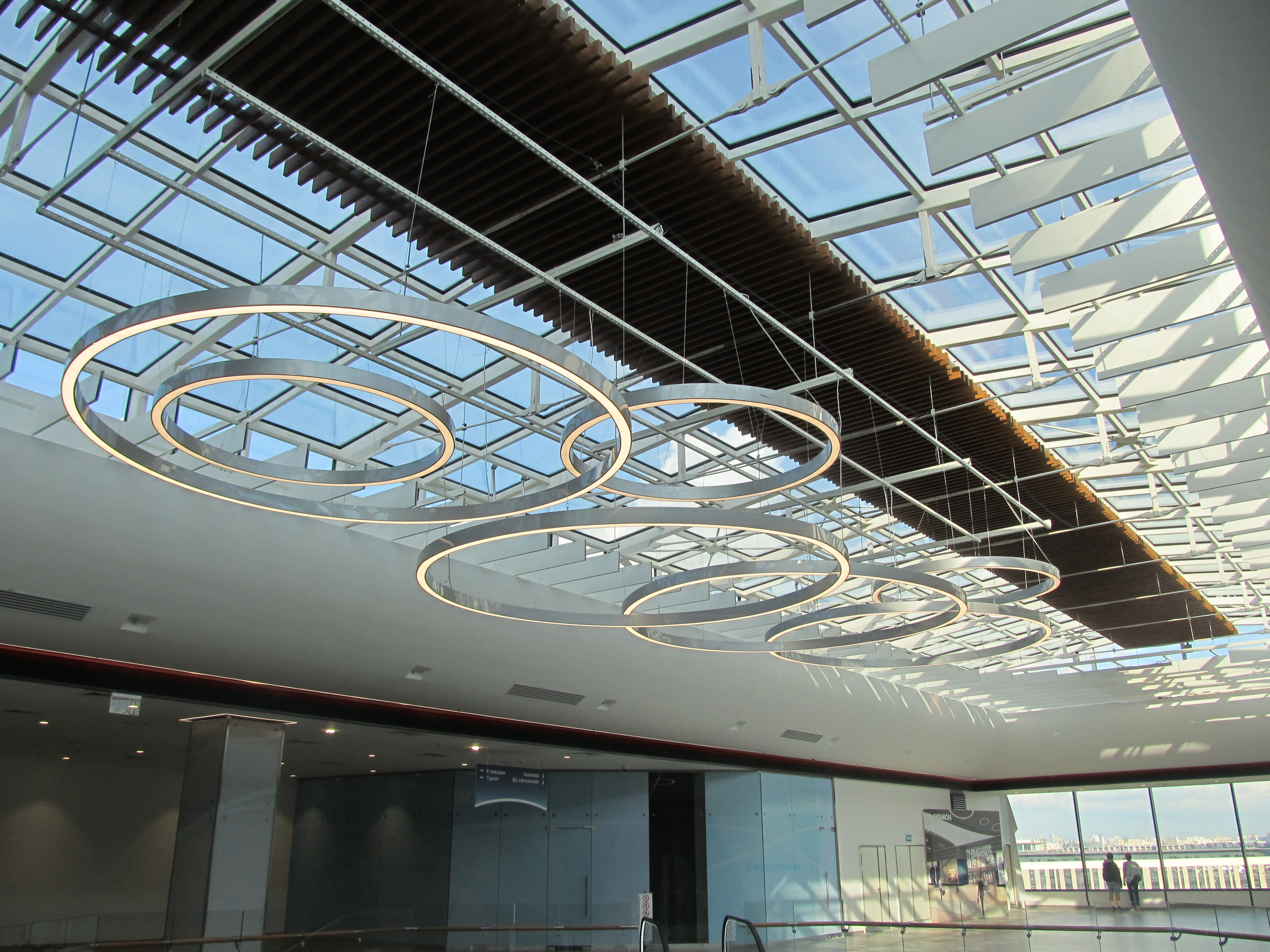
Люстра крытой галереи железнодорожной платформы «Инновационный центр Сколково».

Лю́стра (фр. lustre, от лат. lustro — «освещаю») — подвесной потолочный светильник для создания бестеневого, в отличие от точечного источника, освещения помещений. Размеры люстры (расстояние между отдельными точечными источниками) и количество точечных источников света в ней определяют равномерность освещения. Изначально в качестве источника света использовались свечи, сегодня чаще всего лампы накаливания, люминесцентные лампы и светодиодные лампы.

## Варианты исполнения
Подвешивается к потолку и, как правило, состоит из нескольких подсвечников или ламп, обычно с декоративно-оформленной арматурой и различными элементами для рассеивания света.
Люстры различаются по способу подключения: могут включаться как все лампы сразу, так и разные предзаданные сочетания.
Многие современные люстры оборудуются пультом дистанционного управления, который позволяет управлять работой светильника, в том числе в плавном режиме.
Электрическая люстра может быть оборудована встроенным или внешним светорегулятором; можно встретить и выключатели со встроенной подсветкой.
В православных храмах центральную люстру называют паникадилом (от греческого "многосвечие").
Самая большая в мире люстра зажжена 26 июня 2010 года в Дохе (Катар). Вес её 18 тонн. В конструкции использовано 165.000 светодиодов, управляемых электроникой. Длина светильника 38,5 м, высота 16 м, ширина 12 м. Алюминиевый каркас отделан хрустальными рассеивателями.
До этого самой большой люстрой считалась люстра главной мечети Омана диаметром 8 м, высотой 14 м, весом 8500 кг, оборудованная 1114 лампами.

## Источники света

Способы подключения люстр